# Тазеабад-е-Пасіхан
Тазеабад-е-Пасіхан (перс. تازه ابادپسيخان) — село в Ірані, у дегестані Мола-Сара, в Центральному бахші, шагрестані Шафт остану Ґілян. За даними перепису 2006 року, його населення становило 96 осіб, що проживали у складі 21 сім'ї.

## Клімат
Середня річна температура становить 14,10°C, середня максимальна – 27,51°C, а середня мінімальна – -1,15°C. Середня річна кількість опадів – 1032 мм.
| Клімат поселення                              | Клімат поселення | Клімат поселення | Клімат поселення | Клімат поселення | Клімат поселення | Клімат поселення | Клімат поселення | Клімат поселення | Клімат поселення | Клімат поселення | Клімат поселення | Клімат поселення | Клімат поселення |
| Показник                                      | Січ.             | Лют.             | Бер.             | Квіт.            | Трав.            | Черв.            | Лип.             | Серп.            | Вер.             | Жовт.            | Лист.            | Груд.            |                  |
| Середній максимум, °C                         | 7,93             | 8,82             | 11,62            | 17,83            | 21,79            | 25,33            | 27,51            | 27,50            | 24,72            | 20,84            | 16,21            | 11,69            |                  |
| Середня температура, °C                       | 3,40             | 4,28             | 7,08             | 13,29            | 17,24            | 20,79            | 23,28            | 23,27            | 20,50            | 16,62            | 11,98            | 7,48             |                  |
| Середній мінімум, °C                          | −1,15            | −0,26            | 2,54             | 8,74             | 12,72            | 16,24            | 19,06            | 19,06            | 16,28            | 12,42            | 7,77             | 3,27             |                  |
| Норма опадів, мм                              | 109              | 86               | 81               | 52               | 43               | 28               | 23               | 50               | 106              | 163              | 146              | 145              |                  |
| Середньомісячна швидкість вітру, м/с          | 2.25             | 2.38             | 2.40             | 2.30             | 2.30             | 2.49             | 2.54             | 2.35             | 2.14             | 2.09             | 1.92             | 1.96             |                  |
| Середньомісячна сонячна радіація, кДж/м²·день | 6821             | 8984             | 11042            | 15718            | 20025            | 22209            | 23084            | 19526            | 16054            | 10930            | 8591             | 6578             |                  |
| --------------------------------------------- | ---------------- | ---------------- | ---------------- | ---------------- | ---------------- | ---------------- | ---------------- | ---------------- | ---------------- | ---------------- | ---------------- | ---------------- | ---------------- |
| Джерело:                                      |                  |                  |                  |                  |                  |                  |                  |                  |                  |                  |                  |                  |                  |